# Hélio Adelar Rubert
Dom Hélio Adelar Rubert (Sobradinho, 11 de maio de 1945) é um bispo católico brasileiro, atualmente é arcebispo-emérito da Arquidiocese de Santa Maria.

## Vida
Cursou o ensino fundamental na Escola Municipal Nossa Senhora das Graças e o Pré-Seminário em Ivorá até o ano de 1957. Dos anos de 1958 a 1964 cursou o ensino médio no Seminário Menor São José em Santa Maria.
Em 1965 iniciou seus estudos de Filosofia no Seminário Maior Nossa Senhora da Conceição de Viamão, até 1967; em 1970 concluiu a Filosofia em Bagé. Em 1971 retornou para o Seminário de Viamão para os estudos de Teologia.

## Sacerdócio
Foi ordenado sacerdote aos 18 de dezembro de 1971 em sua terra natal.
Nos primeiros anos de vida sacerdotal, Dom Hélio foi vigário paroquial em Cachoeira do Sul, em 1972 e 1973. De 1974 a 1981 foi assistente, promotor vocacional e professor no Seminário Menor São José da Diocese de Santa Maria.
De 1982 a 1984 foi assistente dos seminaristas maiores em Viamão. Em 1985 foi vigário em Cachoeira do Sul novamente.
Entre os anos 1985 a 1987 cursou o mestrado em Liturgia no Pontifício Ateneu de Santo Anselmo, em Roma.
Retornando ao Brasil foi diretor espiritual e professor de liturgia no Seminário Maior de Viamão, de 1988 a 1992. Nos anos de 1992 e 1993 foi pároco da Paróquia da Ressurreição.
Em 1994 foi nomeado reitor do Santuário Basílica Menor Nossa Senhora Medianeira, em Santa Maria, e professor de liturgia no Instituto Teológico de Santa Maria, até 1999.

## Episcopado
Em 4 de agosto de 1999 foi nomeado pelo Papa João Paulo II bispo auxiliar da Arquidiocese de Vitória, com a sede titular de Flenucleta. Foi ordenado bispo aos 3 de outubro desse mesmo ano em Santa Maria pelo arcebispo Dom Silvestre Luís Scandián, S.V.D., tendo como co-sagrantes Dom José Ivo Lorscheiter, bispo de Santa Maria e Dom João Braz de Aviz, então bispo de Ponta Grossa. Dom Hélio escolheu como lema de vida episcopal: IN CARITATE EXEMPLUM! (Ser modelo no amor! Tm 4, 12)
Aos 24 de março de 2004, Dom Hélio foi nomeado bispo da Diocese de Santa Maria, tomando posse em maio do mesmo ano.
No dia 13 de abril de 2011, o Papa Bento XVI o elevou à dignidade de arcebispo, por ocasião da criação da Província Eclesiástica de Santa Maria.
Aos 25 de junho desse mesmo ano teve seu nome divulgado como membro suplente da Comissão Episcopal de Textos Litúrgicos da CNBB.
No dia 2 de junho de 2021, o Papa Francisco aceitou o pedido de renúncia feito por Dom Hélio, por limite de idade, ao governo da Arquidiocese de Santa Maria.

## Ordenações episcopais
Dom Hélio Adelar foi concelebrante da ordenação episcopal de:
- Dom José Mário Angonese
- Dom Adelar Baruffi